# Haplochromis humilis
Haplochromis humilis ist eine bislang wenig erforschte afrikanische Buntbarschart, die in Angola vorkommt.

## Merkmale
Die Fische werden etwa 11 cm lang und haben einen eher langgestreckten Körper. Die Körperhöhe liegt bei etwa 27 % der Totallänge. Die Kopflänge beträgt etwa 31 % der Totallänge. Haplochromis humilis hat eine schmutzig gelblichbraune Grundfarbe, der Bauch ist gelblichweiß. Auf den Körperseiten finden sich keine Querbinden. Die Schuppen des Rumpfes haben dunkle Ränder. Ein schwarzer Fleck liegt auf dem Kiemendeckel. Rücken- und Schwanzflosse sind mit runden schwarzen Flecken gemustert. Diese sind auf der Rückenflosse größer als auf der Schwanzflosse. Die Afterflosse hat nur wenige, aber große Flecke. Die Spitzen ihrer Flossenstrahlen sind schwärzlich. Die Rückenflosse ist ungewöhnlich niedrig, die Schwanzflosse ist abgerundet.
- Flossenformel: Dorsale XV/10, Anale III/8.
- Schuppenformel 21/14 (SL)

Wie alle Haplochromis-Arten ist Haplochromis humilis ein Maulbrüter.

## Systematik
Die Art wurde 1866 durch den österreichischen Zoologen Franz Steindachner als Chromis humilis beschrieben und später in die Gattung Haplochromis gestellt. Diese Zuordnung wird jedoch angezweifelt (Genus placement uncertain). Die Art gehört nicht zum „Lake Victoria region superflock“, das heißt der Cichlidenradiation, die im Victoriasee, im Kivusee, im Albertsee, im Edwardsee, im Georgsee, im Kyogasee, im Turkanasee, im Rukwasee und im Nabugabosee vorkommt und meist der Gattung Haplochromis zugeordnet wird, sondern zusammen mit 'Haplochromis' placodus, 'Haplochromis' smithii und 'Haplochromis' snoeksi zu einer Verwandtschaftsgruppe von Buntbarschgattungen aus dem südlichen Afrika, die abgeleitet von der Gattung Serranochromis den provisorischen Namen „Serranochromini“ erhalten hat.